# Andreas Franz (Fußballspieler)
Andreas „Resi“ Franz (* 27. Juni 1897 in Fürth; † 2. Mai 1970 ebenda) war ein deutscher Fußballspieler. Er galt als hervorragender Techniker, der dazu wendig und trickreich sowie mit einer enormen Schusskraft ausgestattet war.
Von 1922 bis 1926 bestritt er zehn Spiele für die A-Nationalmannschaft. Mit der SpVgg Fürth gewann er 1926 und 1929 die Deutsche Meisterschaft. Ein an ihn bezahltes Trainergehalt war 1934 Auslöser der Affäre Franz, die zur Disqualifizierung und letztlich auch zur Auflösung des VfR Heilbronn führte.

## Karriere

### Beginn in Fürth
Franz begann als Schüler beim TV 1860 Fürth mit dem Fußballspielen. Mit 15 Jahren schloss er sich 1912 der SpVgg Fürth an, für die auch schon seine älteren Brüder Fritz und Karl aktiv waren. Karl konnte bereits in der Saison 1913/14 die deutsche Meisterschaft mit Fürth gewinnen. „Resi“ Franz wurde nach dem Ersten Weltkrieg einer der wichtigsten Spieler der Mannschaft und war einer der Erfolgsgaranten beim Gewinn der deutschen Meisterschaften 1926 und 1929. Gemeinsam mit seinem Mannschaftskollegen Leonhard Seiderer übte Franz ein zu dieser Zeit einzigartiges Angriffsspiel aus, das man als „Fürther Schule“ bezeichnete und das sich durch die Verbindung von Eleganz und Effektivität auszeichnete.
Sein erster überregionaler Erfolg war der Gewinn des süddeutschen Pokals am 21. April 1918 gegen die Stuttgarter Kickers. In der Saison 1918/19 zog er mit der süddeutschen Auswahl im Kronprinzenpokal durch einen 3:1-Erfolg im Halbfinale gegen Mitteldeutschland in das Finale am 8. 1919 in Berlin gegen Norddeutschland ein, welches man aber mit 4:5 verlor. Mit der Spielvereinigung zog Franz 1920 erstmals in das Finale um die Deutsche Meisterschaft ein. Im Endspiel setzte sich aber der fränkische Rivale 1. FC Nürnberg mit 2:0 Toren durch. Mit der süddeutschen Auswahlmannschaft gewann er am 5. März 1922 in Hamburg gegen Norddeutschland souverän das Finale um den Bundespokal mit 7:0 Toren, wovon vier Tore von Franz erzielt wurden.
Am 26. März 1922 bestritt er gegen die Schweizer Nationalmannschaft sein erstes Länderspiel für die A-Nationalmannschaft und erzielte als Debütant sogleich ein Tor beim 2:2-Remis. Vor seinem zweiten Einsatz in der Nationalmannschaft am 2. Juli in Bochum gegen die Nationalmannschaft Ungarns setzte er sich mit der Auswahlmannschaft des Süddeutschen Fußball-Verbandes am 23. Juni in Berlin im Finale um den Kampfspielpokal mit 4:1 Toren gegen die Auswahlmannschaft des Westdeutschen Spiel-Verbandes durch und erzielte ebenfalls zwei Tore. Zur Titelverteidigung von Süddeutschland im Bundespokal 1923 steuerte er im Finale am 25. Februar in Frankfurt gegen Westdeutschland beim 2:1-Erfolg einen Treffer bei. Mit seinem Verein, der SpVgg Fürth, war Franz im Halbfinale um die Deutsche Meisterschaft am 27. Mai 1923 durch eine 1:2-Niederlage gegen Union Oberschöneweide gescheitert. In einer Nürnberg-Fürther Kombination gelangen ihm gegen die Nationalmannschaft Österreichs am 13. Januar 1924 in Nürnberg drei Tore beim 4:3-Erfolg in einem Länderspiel. Sechs Wochen danach gewann er mit der Auswahlmannschaft des Süddeutschen Fußball-Verbandes zum dritten Mal in Serie den Bundespokal. Am 17. Februar erzielte er zum 4:2-Sieg gegen Norddeutschland einen Treffer. Das Endspiel für den Bundespokal-Wettbewerb 1925/26 am 4. Oktober 1925 gewann er mit 2:1 in Leipzig gegen Mitteldeutschland und damit zum vierten Mal mit Süddeutschland den Bundespokal. Hierbei erzielte Franz in der 88. Spielminute den Siegtreffer. Insgesamt absolvierte er von 1916 bis 1926 in den offiziellen Pokalwettbewerben der Regionalverbände – Kronprinzen-, Bundes- und Kampfspielpokal – 15 Spiele und erzielte dabei 21 Tore.
Mit der SpVgg Fürth gewann Franz den Südpokal mit einem 3:2-Sieg gegen den VfB Stuttgart und zog damit in die Endrunde um die Süddeutsche Meisterschaft ein, wo es dann zur Vizemeisterschaft und damit zur Endrundenteilnahme um die deutsche Meisterschaft reichte, nachdem man als Dritter in der bayerischen Meisterschaft bereits vorzeitig auf Regionalebene aus der Meisterschaft ausgeschieden wäre. So zog Franz 1926 nach Siegen über Viktoria Forst (5:0), Breslau 08 (4:0) und Holstein Kiel (3:1) nach 1920 zum zweiten Mal ins Finale um die deutsche Meisterschaft ein, wobei er in den Endrundenspielen vier Tore erzielt hatte. Am 13. Juni traf Fürth in Frankfurt auf Hertha BSC. Der Fürther 4:1-Finalerfolg wurde „zweifelsfrei als verdient bezeichnet, denn Fürth überzeugte durch technisch anspruchsvollen Kombinationsfußball und war auch taktisch hervorragend eingestellt“. William Townley hatte eigens für das Finale das Mannschaftstraining von dem Österreicher Adolf Riebe übernommen.
Sieben Tage nach dem Endspiel um die Deutsche Meisterschaft fand am 20. Juni in Nürnberg ein Länderspiel gegen die Nationalmannschaft Schwedens statt. Die Fürther Karl Auer und „Resi“ Franz bildeten den rechten Flügel des deutschen Angriffs und das Spiel endete 3:3-Remis. Es war das zehnte und letzte Länderspiel von Franz. Mit dem Verein spielte der Fürther aber immer noch eine wesentliche Rolle im deutschen Spitzenfußball. Im Jahr der Titelverteidigung, 1926/27, verlor man am 29. Mai 1927 in Leipzig zwar die Endspielrevanche gegen Hertha BSC mit 1:2 Toren – Franz hatte Fürth in der 35. Minute mit 1:0 in Führung gebracht –, aber dies erst im Halbfinale um die deutsche Meisterschaft.
In der süddeutschen Meisterschaft erst über die „Trostrunde“ für die deutsche Endrunde qualifiziert, zog der 32-jährige Routinier 1929 mit Fürth nach Siegen gegen Fortuna Düsseldorf (5:1), den Hamburger SV (2:0) und Breslau 08 (6:1; drei Tore durch Franz) zum dritten Mal in ein Finale um die deutsche Meisterschaft ein. Das Endspiel fand am 28. Juli in Nürnberg im Club-Stadion im Zabo vor 50.000 Zuschauern erneut gegen Hertha BSC statt. Obwohl beide Mannschaften technisch sehr versiert waren, „versuchten beide Teams, sich mit Nickeligkeiten und Fouls gegenseitig zu übertrumpfen.“ Fürth behauptete sich mit einem 3:2-Sieg und Franz feierte damit den zweiten Gewinn der Meisterschaft. International spielte er mit der SpVgg Fürth im Wettbewerb um die Coupe des Nations 1930, in der er mit seiner Mannschaft – nach dem 4:3-Sieg n. V. über den französischen Pokalsieger FC Sète am 29. Juni – das Viertelfinale erreichte. In diesem war er mit seiner Mannschaft dem First Vienna FC mit 1:7 deutlich unterlegen.
Er gewann mit Fürth 1931 nochmals die Süddeutsche Meisterschaft und absolvierte am 17. Mai 1931, bei der 1:3-Niederlage im Viertelfinale in Berlin gegen Hertha BSC, sein letztes Spiel in der Endrunde um die deutsche Meisterschaft. Insgesamt hat „Resi“ Franz von 1920 bis 1931 für Fürth 20 Endrundenspiele um die deutsche Meisterschaft bestritten und dabei 26 Tore erzielt. Nach der Saison 1932/33 beendete er seine Aktivität bei der Spielvereinigung und übernahm zur Saison 1933/34 beim VfR Heilbronn in der Gauliga Württemberg das Amt des Spielertrainers.

### Zwischenstation in Heilbronn
Seit 1. September 1933 war Franz als Sportlehrer und Stürmer beim VfR Heilbronn tätig, wofür er ein monatliches Gehalt von 250 RM erhielt. Obwohl er die Trainerstelle bald aufgab und nur noch als Stürmer des Vereins spielte, erhielt er für sein sportliches Engagement weitere monatliche Zahlungen von seinem neuen Arbeitgeber. 1934 wurde er von einem Spieler des lokalen Kontrahenten Union Böckingen der damals im Amateurfußball verbotenen „Berufsspielerei“ beschuldigt. Der Denunziant wurde zwar wegen Beleidigung für vier Wochen disqualifiziert, doch im Februar 1934 wurde der VfR Heilbronn wegen der „Affäre Franz“ vorübergehend aus dem DFB ausgeschlossen. Da alle Ergebnisse der Gauligasaison aus der Wertung genommen wurden, bedeutete dies den Abstieg für den VfR. Zu den weiteren Konsequenzen zählte außerdem der Rücktritt des Vereins-Vorsitzenden, Willi Berberich, dessen Stelle der NSDAP-Kreisleiter Richard Drauz an sich zog, der den Verein im März 1934 auflöste und als Sportverein Heilbronn 96 neu gründete.

### Ausklang in Fürth
Franz kehrte daraufhin in seine Heimatstadt Fürth zurück und übte dort beim TV 1860 Fürth von 1934 bis 1939 das Amt des Spielertrainers aus. Nach dem Zweiten Weltkrieg war er als Trainer beim ASV Fürth, TV 48 Erlangen und von 1952 bis 1958 bei den Amateuren der Spielvereinigung tätig.

## Erfolge
- 1922–26: 10 Länderspiele – fünf Tore
- 1926, 1929: Deutscher Meister
- 1920–31: 20 Spiele ER/DM – 26 Tore
- 1922, 1923, 1924, 1926: Bundespokalsieger
- 1922: Kampfspielpokalsieger
- 1923, 1931: Süddeutscher Meister
- 1918, 1923, 1925–1927: Süddeutscher Pokalsieger

## Weiterer Werdegang
Der gelernte Kürschner war ab Ende der 1930er Jahre beim Bekleidungsamt der Stadt Fürth beschäftigt und fand nach dem Zweiten Weltkrieg sein Auskommen mit dem Betreiben eines gut frequentierten Toto-Lotto-Ladens in der Gustavstraße in Fürth.